# HD 67159
HD 67159 è un sistema stellare di magnitudine 6,21 situato nella costellazione dell'Unicorno. Dista 794 anni luce dal sistema solare.

## Osservazione
Si tratta di una stella situata nell'emisfero celeste australe, ma molto in prossimità dell'equatore celeste; ciò comporta che possa essere osservata da tutte le regioni abitate della Terra senza alcuna difficoltà e che sia invisibile soltanto molto oltre il circolo polare artico. Nell'emisfero sud invece appare circumpolare solo nelle aree più interne del continente antartico. Essendo di magnitudine pari a 6,2, non è osservabile ad occhio nudo; per poterla scorgere è sufficiente comunque anche un binocolo di piccole dimensioni, a patto di avere a disposizione un cielo buio.
Il periodo migliore per la sua osservazione nel cielo serale ricade nei mesi compresi fra dicembre e maggio; da entrambi gli emisferi il periodo di visibilità rimane indicativamente lo stesso, grazie alla posizione della stella non lontana dall'equatore celeste.

## Caratteristiche fisiche
HD 67159 è un sistema multiplo formato da 4 componenti. La componente principale è una gigante blu di magnitudine 6,21 e una massa quasi 4 volte quella del Sole, mentre B (HD 67158), di magnitudine 7,9 e separata da 30,9 secondi d'arco da A ha una massa circa tripla di quella solare ed è probabilmente una stella di classe A0. La componente C è leggermente meno massiccia del Sole (0,91 M⊙) e separata da B di 1,2 secondi d'arco le ruota attorno in poco più di 1000 anni, mentre BC rispetto ad A impiegano oltre 100.000 anni a ruotare attorno al baricentro del sistema. Un'altra stella di magnitudine 14,8 si trova a 14,0 secondi d'arco da B.